# Quang Huy (nhà thơ)
Quang Huy (tên khai sinh là Nguyễn Quang Huy; 1936-2015) là nhà thơ Việt Nam, được truy tặng Giải thưởng Nhà nước về Văn học Nghệ thuật năm 2017.

## Tiểu sử
Quang Huy tên khai sinh là Nguyễn Quang Huy, sinh ngày 5 tháng 6 năm 1936 tại xã Ngọc Liên, huyện Cẩm Giàng, tỉnh Hải Dương.
Sau khi tốt nghiệp khoa văn Đại học Sư phạm Hà Nội, Quang Huy về dạy học ở Khu học xá Trung ương (Trung Quốc). Từ năm 1958 đến năm 1961, ông được điều về Nghệ An dạy cấp 2 ở huyện Yên Thành. Quang Huy là một trong những thành viên sáng lập Hội Văn nghệ Nghệ An (1967).
Từ năm 1977, sau 19 năm ở xứ Nghệ, Quang Huy ra Hà Nội. Sau mấy năm công tác tại Nhà xuất bản Văn học, Quang Huy chuyển sang làm Phó giám đốc rồi Giám đốc Nhà xuất bản Văn hoá (1985-1999). Từ năm 1995 đến năm 2000, ông là Trưởng ban công tác nhà văn trẻ Hội Nhà văn Việt Nam. Từ năm 2006, ông là Uỷ viên Hội đồng Thơ, Hội Nhà văn Việt Nam.
Ông là hội viên Hội Nhà văn Việt Nam từ năm 1978.
Ông từ trần ngày 19 tháng 2 năm 2015 tại Hà Nội.

## Sự nghiệp
Quang Huy vừa làm thơ vừa viết văn xuôi.
Bài thơ "Tiếng đàn Ba-la-lai-ca trên sông Đà" của Quang Huy đã được An Thuyên phổ nhạc thành bài hát cùng tên. Đây là một bài hát khá nổi tiếng vào thập kỷ 1980, 1990.
Về thơ ông xuất bản các tập: Sao và đất (in chung với Thạch Quỳ); Nơi giáp mặt; Trăng đầu núi; Dòng suối thức; Gió từ tay mẹ; Dòng suối thức (1983); Quang Huy - tuyển tập thơ (2013)... Về văn ông có các tập: Hoa Xuân Tứ; Chuyện xóm Lèn; Ở một vùng bãi sông...
Ông còn là tác giả của bạn đọc nhỏ tuổi. Một số tác phẩm tiêu biểu viết cho thiếu nhi của ông: Sao và đất, Nơi giáp mặt, Gió từ đâu?, Đêm đầu hạ, Kể chuyện chim, Dòng suối thức, Hoa Xuân Tứ, Chuyện xóm Lèn, Ngôi nhà trống, Bên sông, Thuyền trưởng số 6...
Ông đã giành được một số giải thưởng văn học: Giải thưởng thơ báo Văn nghệ năm 1961; Giải nhất Văn học thiếu nhi do Hội Nhà văn Việt Nam và Trung ương Đoàn Thanh niên cộng sản Hồ Chí Minh năm 1968 trao tặng cho tác phẩm Hoa Xuân Tứ ; Giải nhì Văn học thiếu nhi do Trung ương Đoàn Thanh niên cộng sản Hồ Chí Minh năm 1983 trao tặng cho tác phẩm thơ thiếu nhi Dòng suối thức.
Năm 2017, ông được truy tặng Giải thưởng Nhà nước về Văn học Nghệ thuật với các tác phẩm: Từ quả trứng tròn (thơ); Dòng suối thức (tập thơ); Gió từ đâu (tập thơ); Hoa Xuân Tứ (truyện vừa).

## Tác phẩm chính

### Thơ
- Sao và đất (in chung với Thạch Quỳ);
- Nơi giáp mặt;
- Trăng đầu núi;
- Dòng suối thức

- Gió từ đâu (1976)
- Đốm sáng đêm mùa hạ (1978)
- Gió từ tay mẹ (1982)
- Dòng suối thức (1983)
- Quang Huy - tuyển tập thơ (2013).

### Truyện vừa và truyện dài
- Hoa Xuân Tứ (1968)
- Chuyện xóm Lên (1976)
- Ở một vùng bãi sông (1983)
- Thuyền trưởng thuyền số 6...

## Vinh danh
- Giải thưởng Nhà nước về Văn học Nghệ thuật năm 2017

### Giải thưởng văn học
- Giải thưởng thơ báo Văn nghệ năm 1961
- Giải nhất Văn học thiếu nhi do Hội Nhà văn Việt Nam và Trung ương Đoàn Thanh niên cộng sản Hồ Chí Minh trao tặng năm 1968
- Giải nhì Văn học thiếu nhi do Trung ương Đoàn Thanh niên cộng sản Hồ Chí Minh trao tặng năm 1983